# Columna de Prúsies II
La Columna de Prúsies II és una ofrena que es troba a Delfos, a Grècia. Les ruïnes formen part del jaciment arqueològic de Delfos i és Patrimoni Mundial de la Unesco.
La columna fou construïda en el període hel·lenístic l'any 182 abans de la nostra era o poc després. Segons la inscripció en grec antic, la va erigir la Lliga Etòlia en honor de Prúsies II, rei de Bitínia:(1)
| « | Βασιλέα Προυσίαν, βασιλέως Προυσία, τò Κοινò τῶν Αἰτωλῶν, ἀρετᾶς ἔνεκεν καὶ εὐεργεσίας τάς ἐς αὑτούς. Basilea Prūsian, basileōs Prūsia, to Koino tōn Aitōlōn, aretas heneken kai euergesias tas es hautūs. «Al rei Prúsies, fill del rei Prúsies, la Lliga d'Etòlia, per la seua virtut i les bones obres que ha fet per ella» | » |

## Descripció
La columna es troba al santuari d'Apol·lo, enfront del cantó nord-est del Temple d'Apol·lo. Ha estat restaurada en la seua posició primigènia, i té uns 9,7 m d'alçada. A la part superior de la columna hi havia una estàtua de Prúsies II a cavall, que no ha sobreviscut.(1)
Consta d'una base alta formada per fileres de blocs rectangulars, mentre que a la part de dalt té una ornamentació en relleu amb garlandes i bucranis; la decoració incloïa una motllura baixa amb suports. A la part superior del monument, les fileres de clivells rectangulars devien estar relacionades amb tota la composició, perquè podrien servir per a subjectar motius florals, com ara cultius, que al·ludirien a la beneficència del rei. També podrien haver contingut fulles de bronze per a protegir la columna dels ocells.